# Leone l'ultimo
Leone l'ultimo è un film del 1970 diretto da John Boorman, tratto da una commedia di George Tabori, vincitore del premio per il miglior regista al 23º Festival di Cannes.

## Riconoscimenti
- Festival di Cannes 1970
  - Miglior regista